# Винограды (Прага)
Винограды (чеш. Vinohrady) — район Праги (с 1922), находящийся к востоку от Нового города.
Под названием Виноградные горы с 1788 года (по другой версии — от начала самоуправления в 1849 году) являлся самостоятельным муниципалитетом, в 1867 году переименованным в Королевские Винограды. До 1875 года включал в себя территорию Жижкова. В 1879 году Королевские Винограды получили статус города. В 1922 году был присоединён к так называемой Большой Праге. До 1949 года был самостоятельной единицей Прага-XII, а позже был разделён между двумя, а впоследствии между пятью городскими районами, причём западная часть Виноград стала центром нового района Прага 2. С 1960 года район называется просто Винограды.

## История
Винограды получили своё название от средневековых виноградников, которые находились на юго-западных склонах за городскими стенами над Конским рынком, нынешней Вацлавской площадью. Название Королевские винограды давалось в память о роли чешского короля Карла IV в возникновении здесь виноградарства.
В 1875 году этот район был разделён на две части с названиями Королевские Винограды I (впоследствии Жижков) и Королевские Винограды II, которые в 1877 были в свою очередь переименованы в Жижков и Королевские Винограды. С XIX веке и до распада Австро-Венгрии в 1918 году габсбургский централизм препятствовал конкуренции со стороны растущей Праги и назначал отдельные районы нынешней Праги самостоятельными королевскими городами вместо объединения этих районов. Так появился Королевский город Винограды.
С середины XIX века за Национальным музеем началось массовое строительство жилых домов. Особенно бурно это строительство происходило с 1880-х по 1920-е года. Позднее начали застраиваться и районы к востоку от Виноград — Ограда и Малешице. Краловские Винограды быстро развивались и постепенно стали четвёртым по величине городом в Богемии: в 1880 году здесь жили 14 831 человек, через десять лет — 34 531, и в 1900 году — 52504 жителей. К 1905 году в районе числилось 66 550 жителей (из них 4769 немцев), к 1922 году — около 90 тысяч
В 1922 году Винограды были присоединены вместе с другими районами к Праге. В связи с этим производилось переименование улиц, ранее названных в честь выдающихся чешских личностей (например, Палацкого, Брандлова, Коменского и т. д.), для избежания неоднозначностей в границах Праги. С тех пор улицы в Виноградах называются по названиям государств и столиц (Английская, Американская, Итальянская, Уругвайская, Югославская, Брюссельская, Белградская, Римская, Лондонская и т. д.).
В 1949 году западная часть Королевских Виноград была включена в район Прага-II, похожий на современную Прагу 2. Восточная часть Королевских Виноград составляла собственный район Прага-XII.
В 1960 году часть Королевских Виноград к западу от Виноградской водопроводной станции в районе Прага 2 (вместе с Вышеградом, частью Нусле и Новым городом), а восточная часть была разделена между Прагой 3 и Прагой 10 (с центром в Вршовицах). Граница между Прагой 3 и Прагой 10 лежит по улицам Корунни и Шробаровой. Небольшие части Виноград были отнесены к Праге 1 (участок между дорогами главной магистрали у верха Вацлавской площади, здания Федерального Собрания и здание Оперы) и к Праге 4 (окрестности северной части улицы Завишова, у треугольника железнодорожных путей вблизи Нусельского подъёма, на месте бывшей Нусельской пивоварни).

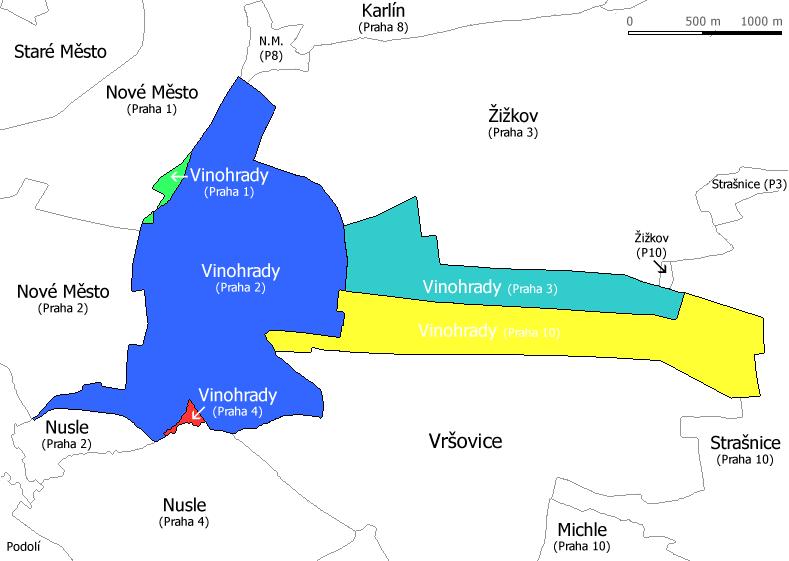
Винограды разделены между 5 районами

Разделение Виноград — это рекордное разделение исторической местности в Праге, когда пять частей в разных городских районах называются одинаково. Ни одна больше местность не разделена на пять или даже на четыре административных района (всего пять пражских местностей являются разделёнными на три административных района).
Стремление избавиться от идеологически нежелательных ассоциаций привело к исключению наименования Королевские из названия Виноград при реорганизации района в 1960 году. Это сильно не понравилось виноградским семьям и другим жителям Виноград (на официальных документах и свидетельствах это наименование не использовалось уже с 1945 года, при попытках устранить всё немецкое, а также австро-венгерское). Историческое название осталось до сегодняшнего дня, например, в названии Больницы Краловские Винограды и в большом количестве на старых красно-белых номерах домов (например, Лондонская ул., 506, Прага 12 — Королевские Винограды). Некоторые политики добиваются возвращения исторического названия.

## Транспорт
В 1897 году на Виноградах был продолжен трамвайный путь от Национального музея до Флоры. В 1979 и 1980 годах здесь появилось метро. В 1992 году на границе Виноград была построена Жижковская телевизионная башня.
Сейчас в Винограды можно попасть на поездах метро линий А и C, трамваями (маршруты 4, 6, 10, 11, 13, 16, 22, а также 5 и 26). Автобусное сообщение слабое, за исключением маршрутов 135, 136 и маршрутов в восточной части района. Ночной транспорт представлен трамваями.
Под западной частью Виноград проходят три железнодорожных тоннеля, соединяющих главный вокзал Праги с вокзалами Прага-Вршовице и Прага-Смихов. С 1888 по 1944 год существовал небольшой вокзал Прага-Королевские Винограды.

## Достопримечательности
Центр Виноград составляют площадь Мира, улица Виноградска и парк Риегровы сады.
| Театры: - Театр Сметаны (1886—1887, Новый немецкий театр); - Театр на Виноградах (1905—1909, «Виноградский театр»). Транспорт, инфраструктура: - Здание Чешского радио (1929—1931, Чехословацкое радио); - Главный вокзал Праги (1901—1909, Вокзал императора Франца Иосифа I, вокзал Вильсона); - Виноградский павильон (1902, Виноградская ярмарка); - Виноградская водонапорная башня (1891); - Нусельский спуск, соединяющий Винограды и Нусле (в нынешнем виде с 1891). Больницы: - Виноградская больница (Королевские Винограды). Кладбища, крематории: - Пражский крематорий (1929—1932); - Виноградское кладбище (1885). Часовни, церкви: - Часовня святого Семейства (1755); - Часовня святого Вацлава (1897); - Костел святой Людмилы (1888—1893); - Церковь Пресвятого Сердца Господня на Виноградах (1928—1932). | Школы, гимназии: - Гимназия архиепископа; - Художественная школа В. Голлара. Парки, сады: - Риегровы сады (1904—1908); - Гавличковы сады. Частные дома, виллы: - Дом братьев Чапек (1928—1929) в посёлке Союза журналистов (1923—1929); - Вилла Грёбе (1871—1888, «Гребовка»); - Вилла Котерова (1908—1909); - Дом Лайхтера (1908—1909); - Шалоунова вилла (1908—1909); - Вилла просвещения, дом Яна Масарика. |

## Фотогалерея

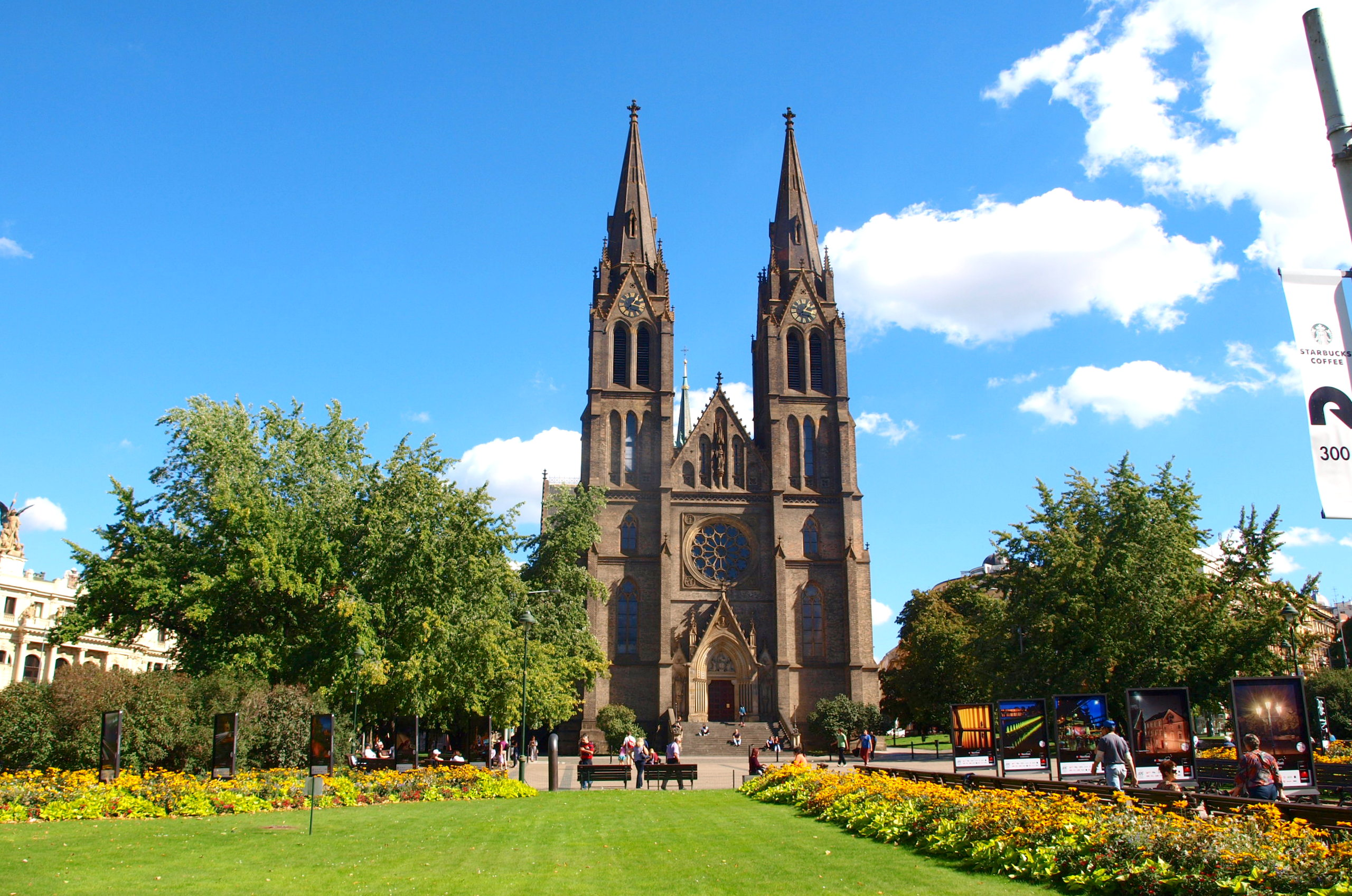
Площадь мира, костел св. Людмилы
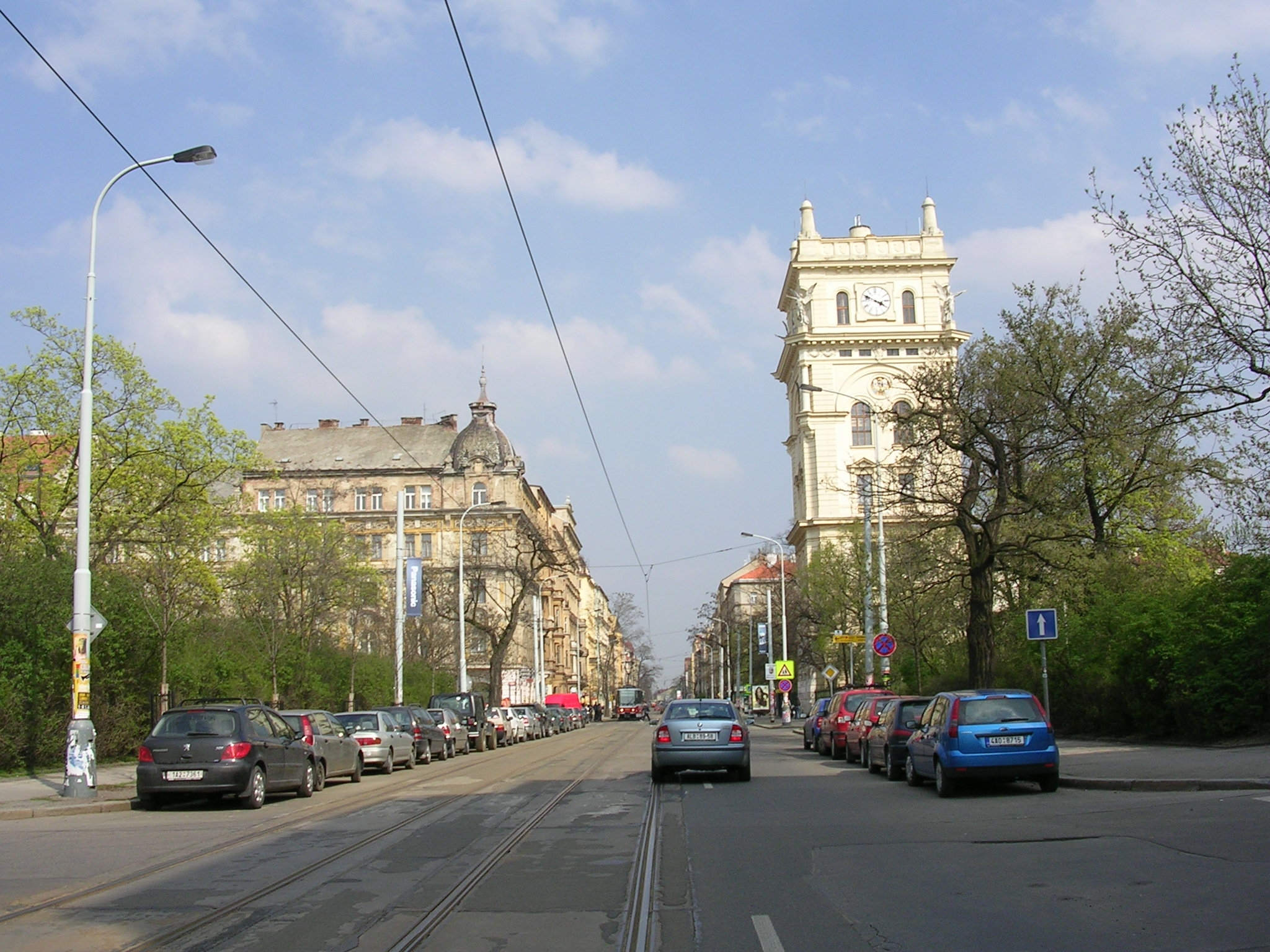
ул. Корунни с водопроводной станцией
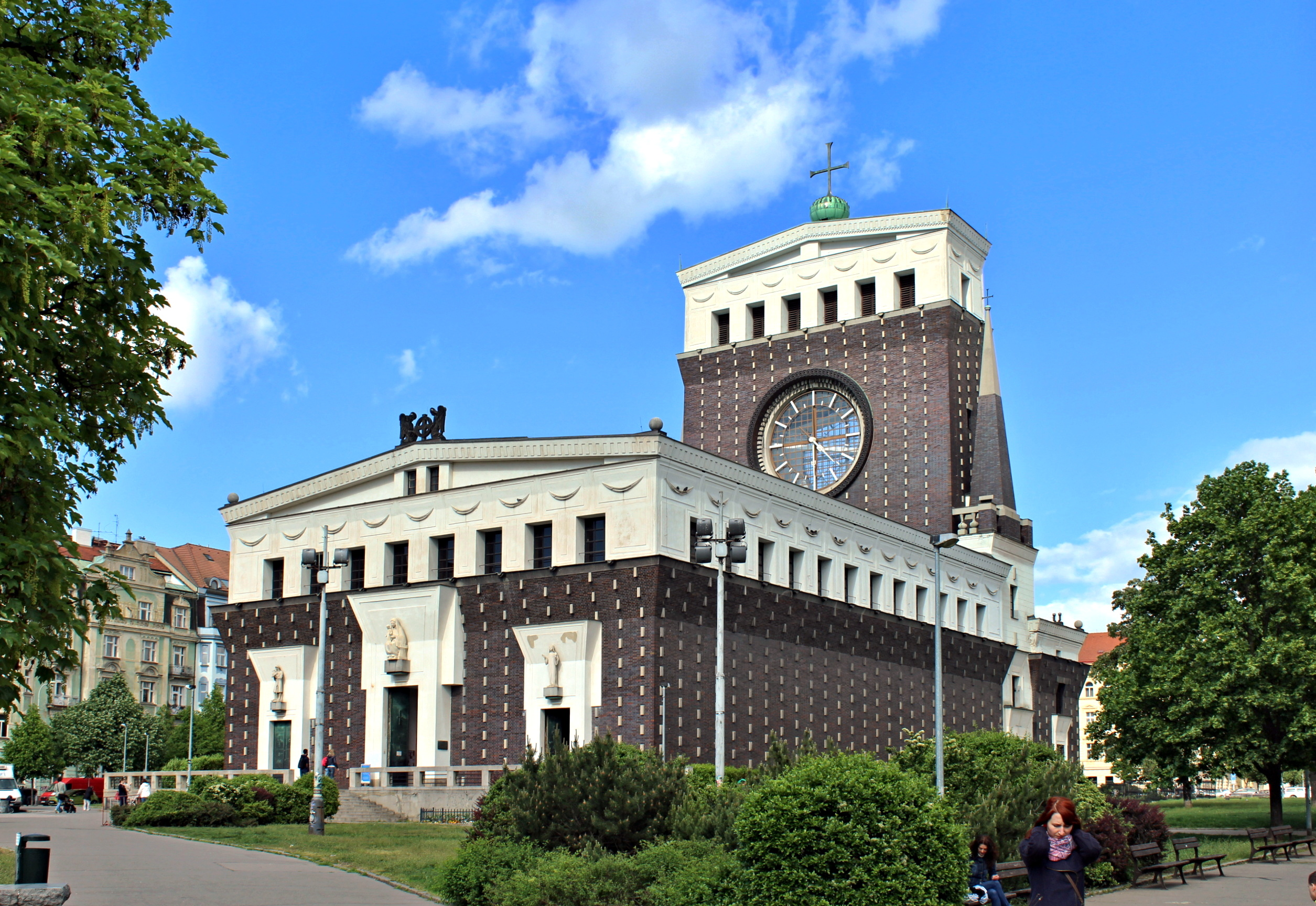
Церковь Пресвятого Сердца Господня на Виноградах
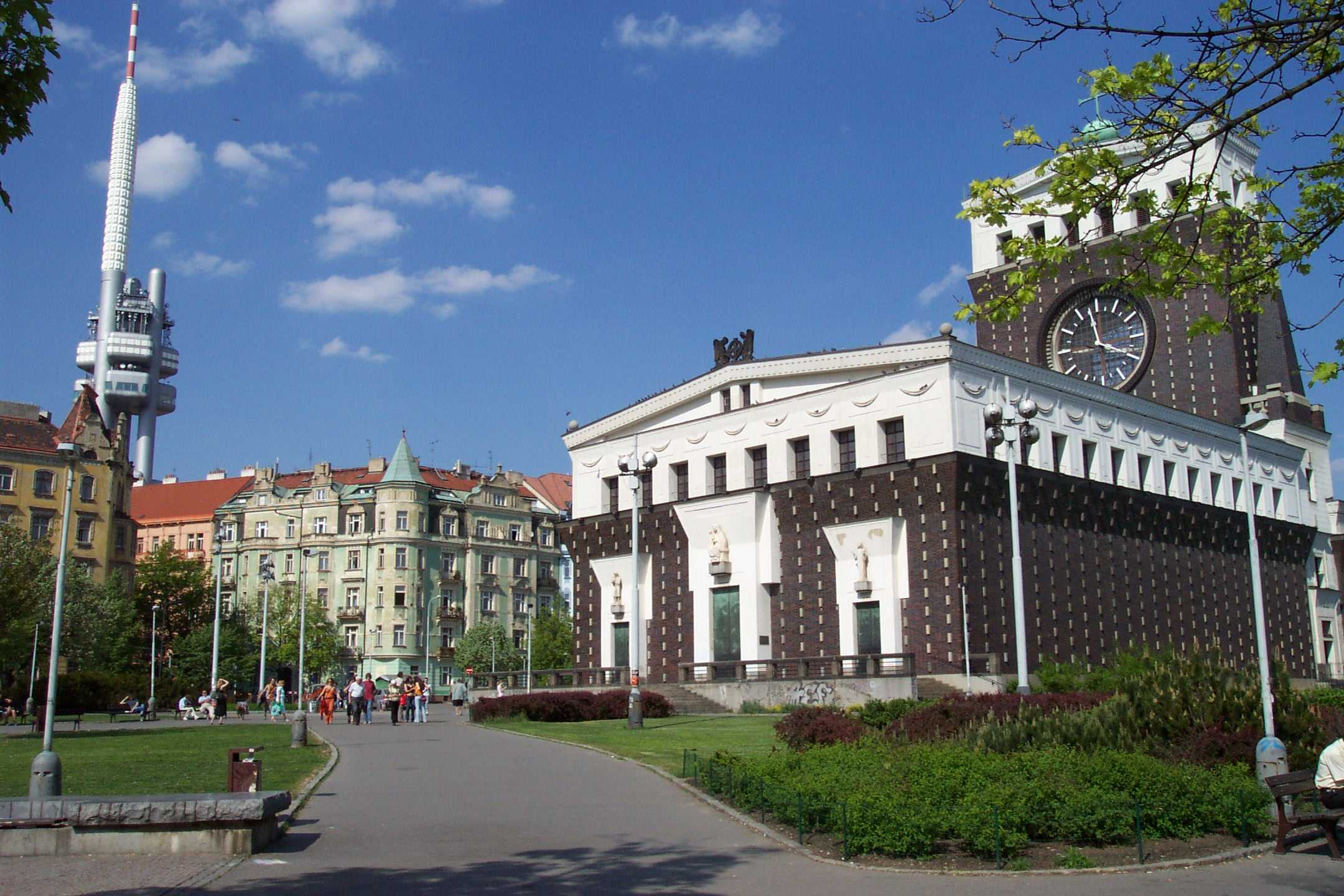
площадь Йиржи из Подебрад